# Marc Balaguer
Marc Balaguer Rocá (Sabadell, 4 de outubro de 1995)[carece de fontes?] é um ator espanhol de televisão e cinema.

## Carreira
Estreou como personagem no filme Heróis, de Pau Freixas, e posteriormente na televisão, na série Polseres vermelles, da TV3, do mesmo diretor e também com roteiro de Albert Espinosa. Na série ele interpreta Toni, um menino com síndrome de Asperger, ele é o esperto do grupo. Em entrevista afirma que, em alguns casos, não gosta de ser famoso. Balaguer é especialmente "o esperto" em Pulseras rojas (Polseres vermelles).

## Filmografia

### Cinema
| Ano  | Título                   | Papel        |
| ---- | ------------------------ | ------------ |
| 2010 | Heróis                   | Colo         |
| 2012 | Los niños salvajes       |              |
| 2014 | Messi                    | Lionel Messi |
| 2016 | 100 Metros               | Pau          |
| 2021 | Las leyes de la frontera |              |

### Televisão
| Ano       | Título             | Papel     | Canal          | Notas                                        |
| --------- | ------------------ | --------- | -------------- | -------------------------------------------- |
| 2011-2013 | Polseres vermelles | Toni      | TV3            | Elenco principal                             |
| 2012      | Polònia            | Ele mesmo | TV3            | Vários personajes                            |
| 2016      | Citas              | Franci    | TV3            | Episódio: "Ona - Gina - Alex e Elena - Quim" |
| 2022      | Todos mienten      | Óscar     | Movistar Plus+ | 3 episódios                                  |